# Palazzo Romagnoli (Cesena)

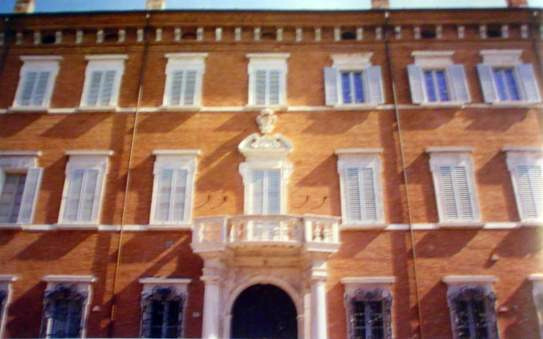
Palazzo Romagnoli in Cesena

Der Palazzo Romagnoli ist ein Barockpalast aus dem 18. Jahrhundert im historischen Zentrum von Cesena in der italienischen Region Emilia-Romagna. Er liegt an der Via Uberti 30.

## Geschichte
Im Jahre 1708 kaufte Prospero Romagnoli den Palast und lebte ab 1717 dort. Bis 1899, als dieser Zweig der Familie ausstarb, blieb der Palazzo Romagnoli in den Händen der Markgrafen Romagnoli.
Sein heutiges Aussehen verdankt der Palast den Umbauten, Erweiterungen und Modernisierungen, die Michelangelo Romagnoli (1719–1780) in den Jahren 1753–1765 nach eigenen Plänen durchführen ließ.

## Beschreibung
Sein Äußeres ist durch sein meisterhaftes Rundbogenportal gekennzeichnet, das von Säulen in istrischem Kalkstein eingerahmt ist. Darüber liegt ein Balkon aus dem gleichen Material.
Im Inneren finden sich auf dem Podest der rechten Treppe Statuen von Francesco Calligari und der Ehrensalon ist mit Gemälden von Milani geschmückt, darunter die große Apotheose von Julius Cäsar, die von 1755 bis 1760 entstand. Ebenfalls von dessen Werkstatt sind die bildlichen Dekorationen der anderen Räume des Palastes. Die Möbel sind aus der Werkstatt von Giovanni und Antonio Urbini.